# Ју (филм)
„Ју” је аустријско-југословенски филм из 2003. године.

## Улоге
| Глумац          | Улога               |
| --------------- | ------------------- |
| Андре Ејсерман  | Крис                |
| Гедеон Буркхард | Том                 |
| Марина Буквички | (као Марина Буквић) |
| Никола Ђуричко  |                     |
| Вања Ејдус      |                     |
| Дејан Луткић    |                     |
| Ана Маљевић     | Соња                |
| Ивана Мрваљевић |                     |
| Љубиша Самарџић |                     |
| Дејвид Шелер    | Алекс               |
| Ана Стефановић  | Јелена              |
| Ђорђе Бранковић | Келнер              |